# خون أباد
خون‌ أباد (بالفارسية: خون‌آباد) هي قرية تقع في قسم كاخك الريفي في إيران. يقدر عدد سكانها بـ 59 نسمة .